# Valtice (zámek)
Zámek Valtice (německy Schloss Feldsberg) je barokní zámek, stojící v jihomoravském městě Valtice v okrese Břeclav. Od roku 1995 je zámek chráněn jako národní kulturní památka a v roce 1996 byl zapsán v rámci Lednicko-valtického areálu na Seznamu světového kulturního dědictví UNESCO. Po několik staletí do roku 1945 byl knížecím sídlem rodu Lichtenštejnů. V současné době je ve vlastnictví státu (správu zajišťuje Národní památkový ústav, je přístupný veřejnosti a konají se zde různé kulturní akce (např. Valtické zámecké léto).

## Historie

### Valtický hrad
Původně v místě dnešního zámku stával dřevohlinitý hrad z konce 12. století, k němuž byl později připojena kamenná obytná budova. V první polovině 13. století byl hrad rozšířen v pozdně románském slohu, obehnán hradbami se dvěma branami a příkopem s tvrzí uprostřed. V roce 1377 byla před branou areálu postavena kaple zasvěcená sv. Mikuláši a sv. Kiliánovi (byla zbořena v roce 1649).

### Lichtenštejnové
Na konci 14. století areál získali Lichtenštejnové. Během husitských válek byl těžce poškozen. Za Hartmana I. z Lichtenštejna († 1539/1540) se valtický hrad stal trvalým sídlem jedné z větví rodu, což vedlo k úpravám, které provedl jeho syn Jiří Hartman I. z Lichtenštejna. V blízkosti středověkého hradu byl postaven čtyřkřídlý renesanční areál s dvěma budovami propojenými prodlouženým křídlem. Komplex byl stále opevněn – zejména s ohledem na tureckou hrozbu. V roce 1606 zřídili Lichtenštejnové rodinný fideikomis, do nějž spadaly i Valtice.

### Vznik zámku

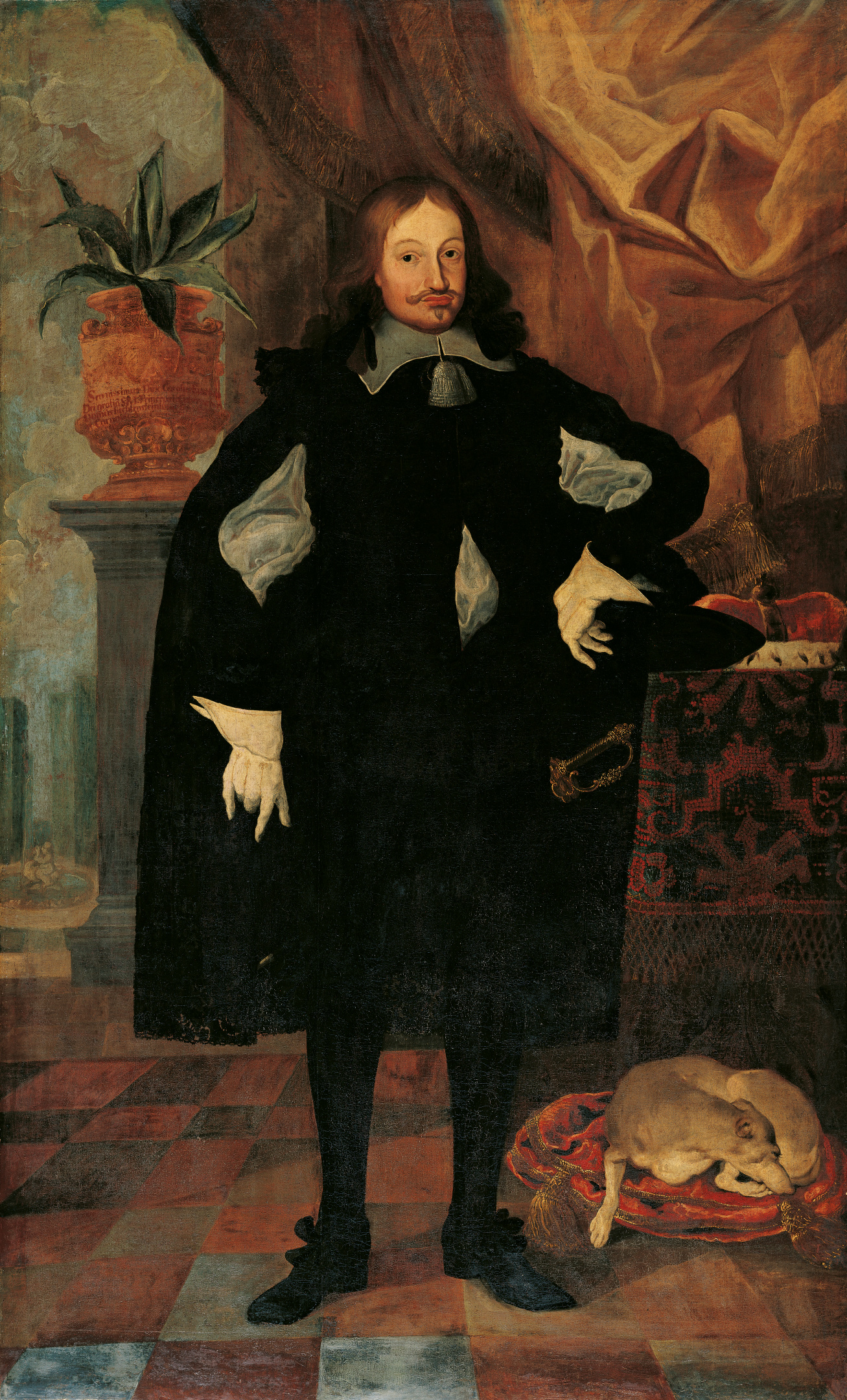
Kníže Karel Eusebius z Lichtenštejna, iniciátor barokních úprav zámku

V roce 1608 byl Karel I. z Lichtenštejna povýšen do knížecího stavu, což si vyžádalo reprezentativní rozšíření rodového sídla v té době moderním barokním slohu, a rozsáhlé přestavby a přístavby pokračovaly až do vlády knížete Karla Eusebia z Lichtenštejna (1611–1684). Původní návrhy pocházejí od architekta Giovanniho Giacoma Tencally, přístavby ve stylu vrcholného baroka od Johanna Bernharda Fischera z Erlachu. Kníže investoval do umění a architektury a dokázal přilákat známé umělce, jako byli např. Baldassare Fontana, Giovanni Battista Innocenzo Colombo nebo Domenico Egidio Rossi. Nádherné schodiště z konce 17. století navrhl Domenico Martinelli, které však bylo postaveno pouze v menším měřítku. Kníže Karel Eusebius nechal postavit sedm kilometrů dlouhou alej vedoucí od valtického zámku k zámku Lednice. Kreativním způsobem přitom využil krajinu obklopující zámek, kterou další generace ještě intenzivněji zušlechťovaly. Tím byl položen základ Lednicko-valtické kulturní krajiny. 
byl přestavěn na renesanční a později barokní zámek. Podnět k barokní přestavbě dal jeho majitel Karel Eusebius z Lichtenštejna, který také ve svých poznámkách o architektuře zmínil špatný stav starých staveb. 
Zámek byl do dnešní podoby přestavěn postupně, jak dosvědčuje kresba Johanna Adama Delsenbacha a v několika etapách. Ve 20. letech 17. století se na jeho úpravách podíleli architekti Giovanni Battista Carlone a také Giovanni Maria Filippi. Rozsáhlý areál byl zmenšen a přestavěn v letech 1643–1730 pod vedením Giovanniho Giacoma Tencally, který byl odvolán krátce po zřícení klenby nového farního kostela, a poté brněnského stavitele Ondřeje Erny a jeho syna Jana Křtitele. Jejich dílem byly například stavby kolem prvního nádvoří. Syn knížete Karla Eusebia, diplomat a dvořan vídeňského císařského dvora Jan Adam Ondřej (1662–1712) barokní podobu zámku dále rozvinul. Snad se tak stalo podle projektů italského stavitele Domenika Martinelliho a Johanna Bernharda Fischera z Erlachu.
Zámek byl také dále rozšiřován za nástupců knížete Karla Eusebia. V letech 1724 až 1729 interiér upravil Antonio Beduzzi (1675–1735), zadní křídlo bylo zbouráno a přestavěno. Beduzzi v této době také postavil zámeckou kapli. Jeho nástupcem se stal Anton Erhard Martinelli.
Středověký hrad byl definitivně zbořen v letech 1744/1745. V letech 1788/1789 bylo na místě bývalé kočárovny postaveno zámecké divadlo. Až do roku 1912 – naposledy architektem Karlem Weinbrennerem – byl zámek dále přestavován a rozšiřován a interiéry byly nově vyzdobeny.

### Po roce 1918

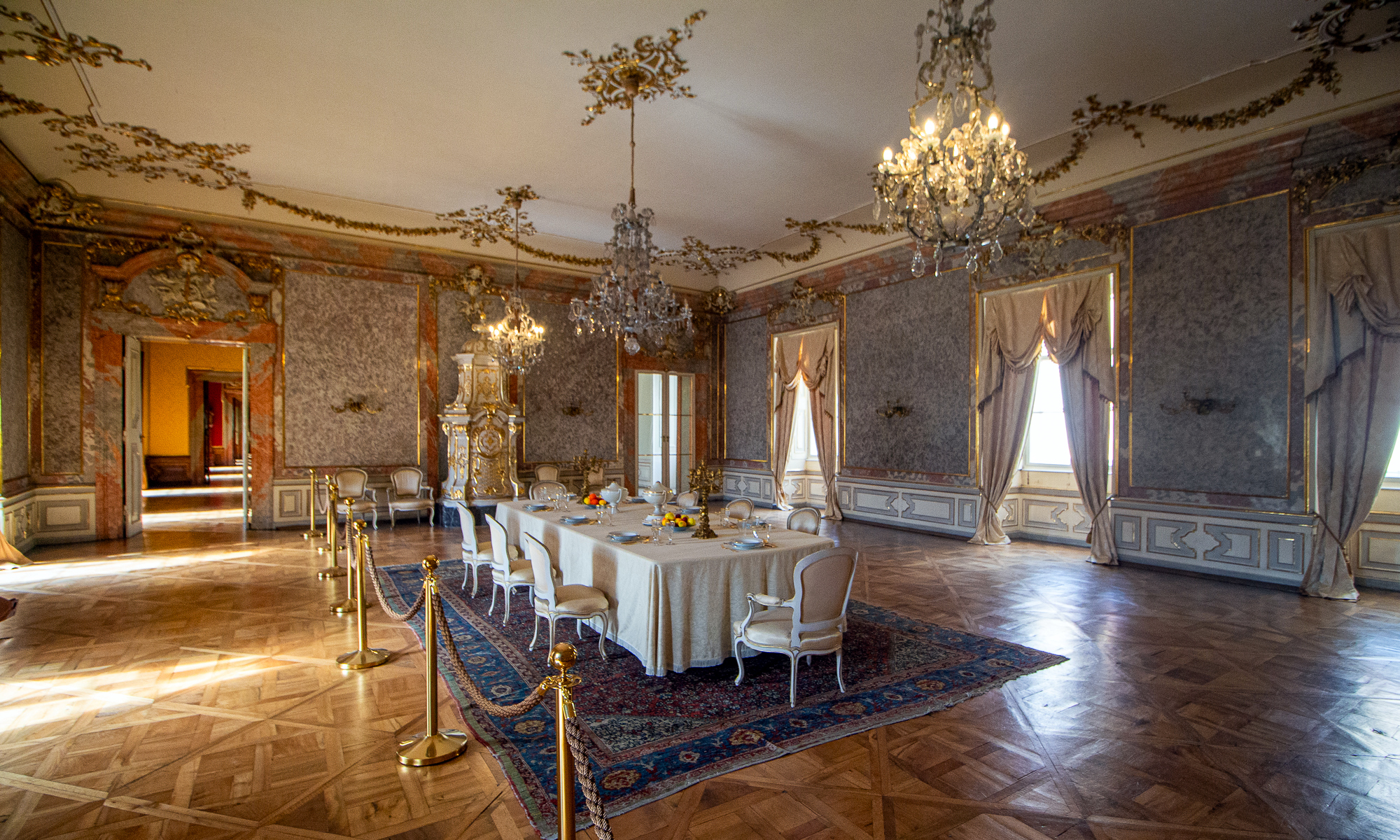
Zámecká jídelna

Ačkoli po staletí byly Valtice součástí Dolního Rakouska, v Saint-Germainské smlouvě z roku 1919 byly přiděleny nově založenému Československu. V následné pozemkové reformě proběhnuvší po první světové válce, ztratili Lichtenštejnové 60 % svého majetku. Tím se investice do zušlechťování valtického zámku zastavily.
Kníže Jan II. z Lichtenštejna nadále spravoval své alpské knížectví z Valtic a po více než 70 letech vlády zde v roce 1929 zemřel. Jeho bratr a nástupce, kníže František I., také pobýval na zámku spolu s manželkou Elsou von Gutmann do své smrti v roce 1938. Byl posledním lichtenštejnským knížetem na tomto zámku, jeho nástupce František Josef II. v době nacistické okupace Moravy již pobýval Lichtenštejnsku.
Na konci druhé světové války byly na zámku v letech 1948 až 1954 uloženy fondy bývalé Císařské a královské námořní knihovny, byl zde umístěn tábor nucených prací pro politicky perzekvované osoby. 
Teprve po sametové revoluci a zařazením Lednicko-valtické kulturní krajiny do seznamu světového dědictví UNESCO se rozsáhly práce na obnově kulturní památky.
24. června 2021 způsobilo tornádo na jižní Moravě na zámku škodu za miliony dolarů, protože velké kroupy poškodily mnoho oken, fasády, dřevěné venkovní žaluzie, půl hektaru střech a několik soch.

## Popis
Zámek tvoří třípatrová čtyřkřídlá budova s konírnou, jízdárnou, galerií, divadlem a kočárovnou. Z renesančního období se zachovaly dvě hranolové nárožní věže, ze kterých vedou nízká boční křídla, uzavírající s hlavní budovou čestný dvůr. Fasáda hlavního průčelí zámecké budovy je bohatě zdobena, její středová osa je zvýrazněna bosovaným vstupním portálem s tesaným aliančním znakem zakladatelů v supraportě, sochami knížecího sochaře Franze Bienera (1682–1742) a věží. Bohatě vybavené zámecké interiéry byly upravovány až do 18. století. Jižní průčelí zámku projektoval (kolem roku 1745) Anton Erhard Martinelli. Jižní průčelí bylo upravováno ještě mezi léty 1912–1924.
- Zámecký park byl založen v roce 1727. Začátkem 19. století byla zahrada rozšířena a přebudována na přírodně krajinářský park s dalekými průhledy. Park, znovu rozšířený po zrušení domů v Barvířské ulici na začátku 20. století, má rozlohu 14,6 ha a roste v něm 22 druhů jehličnanů a 63 druhů listnáčů.[zdroj?]
- Kaple Narození Páně je dvoupatrová barokní kaple v západním rohu zámecké budovy. Horní patro je přístupné na západní straně a z knížecí oratoře na jižní straně.

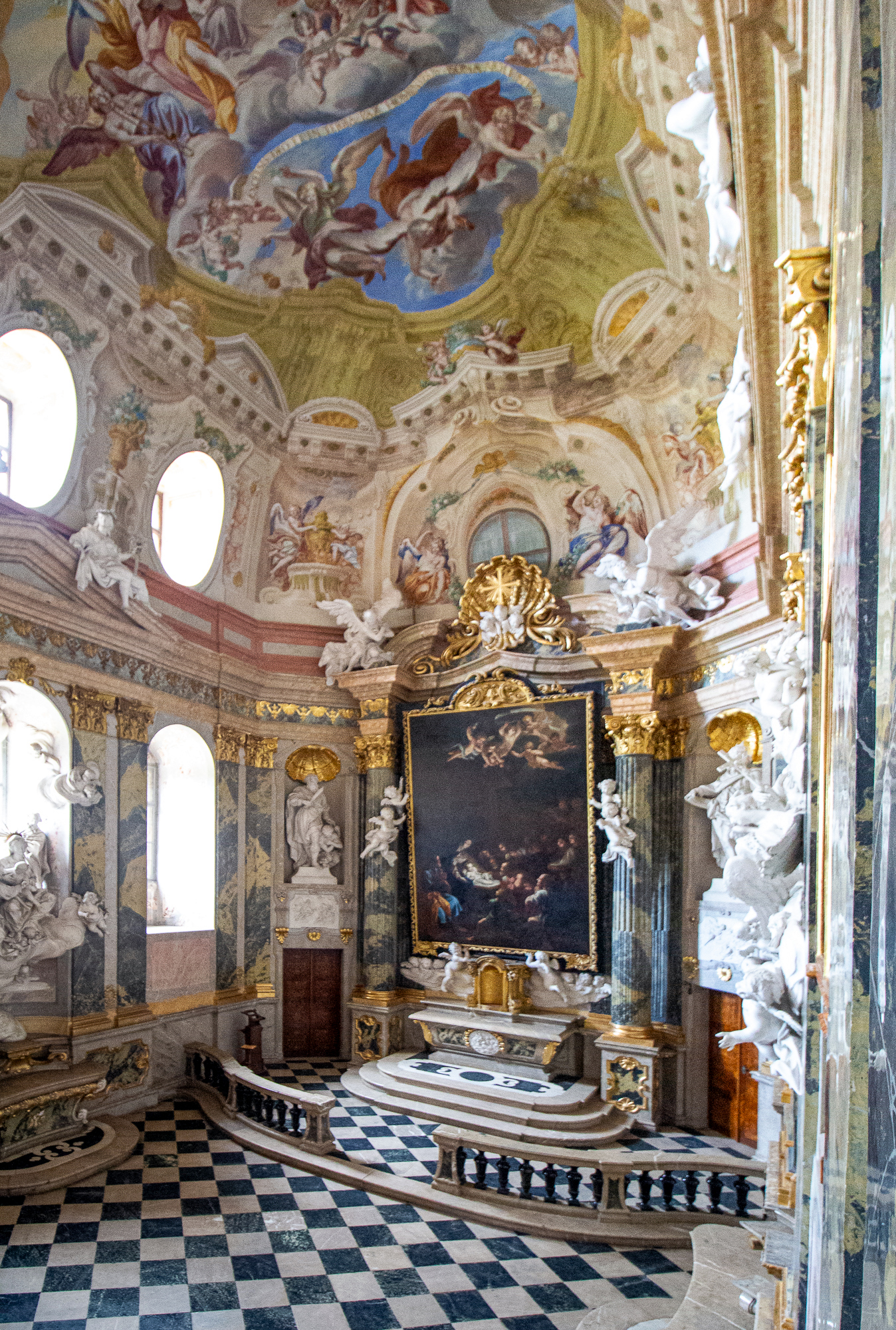
Barokní zámecká kaple Narození Páně

V letech 2014–2015 bylo nákladem zhruba 200 miliónů korun v areálu valtického zámku opraveno několik objektů, mimo jiné kaple, historická jízdárna a zámecké divadlo. 
- Divadlo je de facto replikou původního divadla, které zde pro knížete Aloise I. Josefa (1759–1805) v letech 1788–1790 u levého předzámeckého traktu na místě bývalé kočárovny přistavěl architekt Karel Jan Rudzinsky, a které bylo slavnostně otevřeno v roce 1790. Ještě téhož roku divadelní představení navštívil i císař Leopold II.). Toto divadlo postupně zchátralo, ve 40. a 50. letech 20. století bylo prakticky zničeno. Náklady na jeho obnovu představovaly přibližně 100 miliónů korun.[17] První představení se v rekonstruovaném divadle uskutečnila ve dnech 12. a 13. září 2015. Zámecké divadlo se zároveň stalo sídlem českého Národního centra divadla a tance.[18] Dne 24. června 2021 byly střechy a okna zámku i sochařská výzdoba poničeny silným krupobitím při velké bouři (Valtice ale nebyly zasaženy silným tornádem, které o několik kilometrů východněji zdevastovalo několik obcí).[19]

## Otázka vlastnictví
Od vyvlastnění knížecího rodu Lichtenštejnů bez náhrady v roce 1945 je zámek v majetku českého (původně československého) státu. Veškeré politické a právní snahy knížete Hanse Adama II. po sametové revoluci o navrácení vyvlastněného majetku (kromě zámků Valtice a Lednice dalších 15 zámků, celkem 1600 kilometrů čtverečních pozemků a různých průmyslových závodů) nedosáhly vyřešení.

## Zajímavosti
| Rok  | Počet návštěvníků |
| ---- | ----------------- |
| 2015 | 52 395            |
| 2016 | 147 356           |
| 2017 | 116 086           |
| 2018 | 99 120            |

Ve sklepeních valtického zámku se nachází významný vinný sklep. Nově oceněná moravská vína (pečeť Salon) jsou zde každoročně nabízena k ochutnání a nákupu.

## Ve filmu
- Sněžný drak (2013, režie: Evžen Sokolovský ml.)

## Galerie

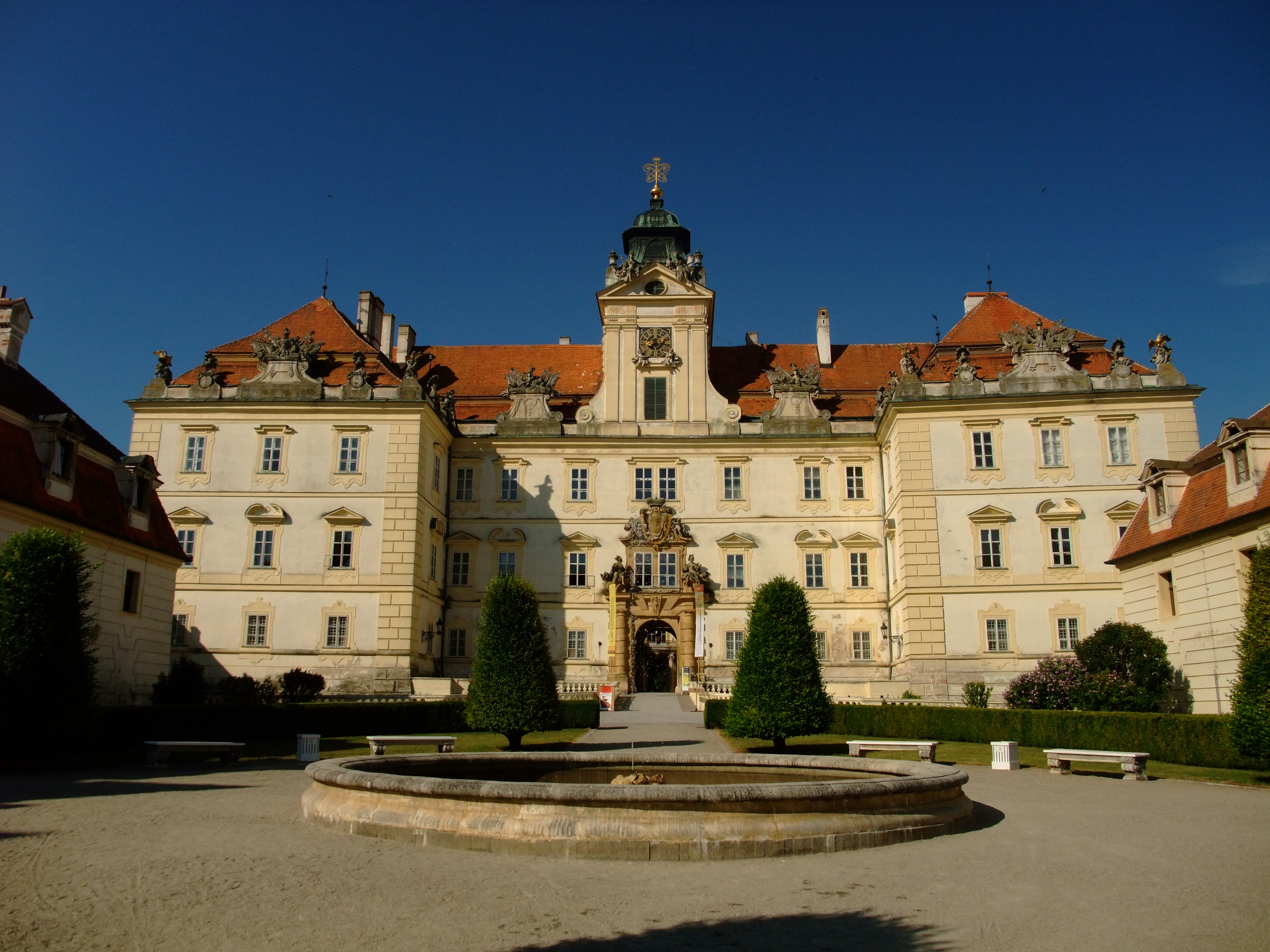
Hlavní průčelí s kašnou
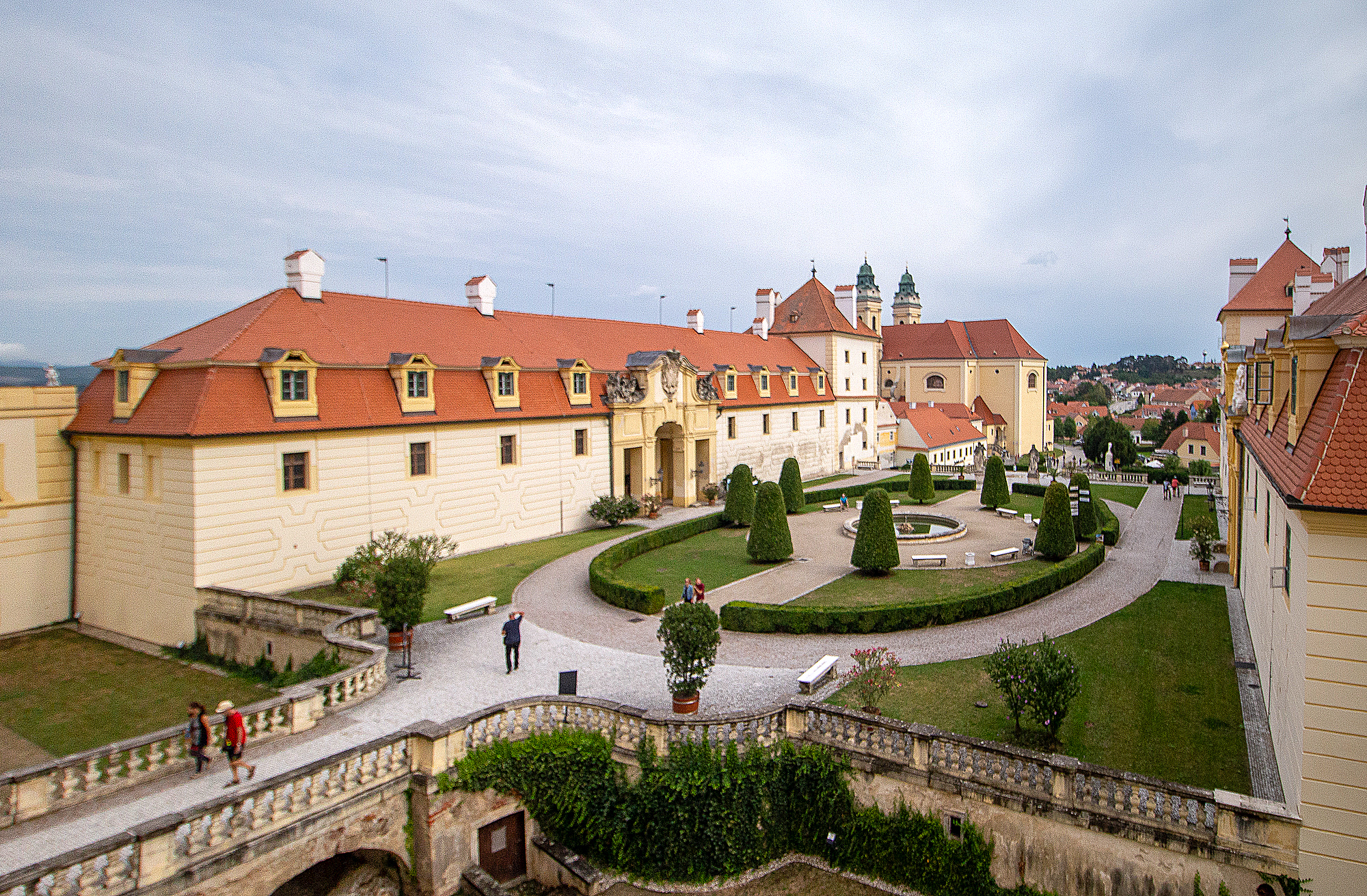
nádvoří
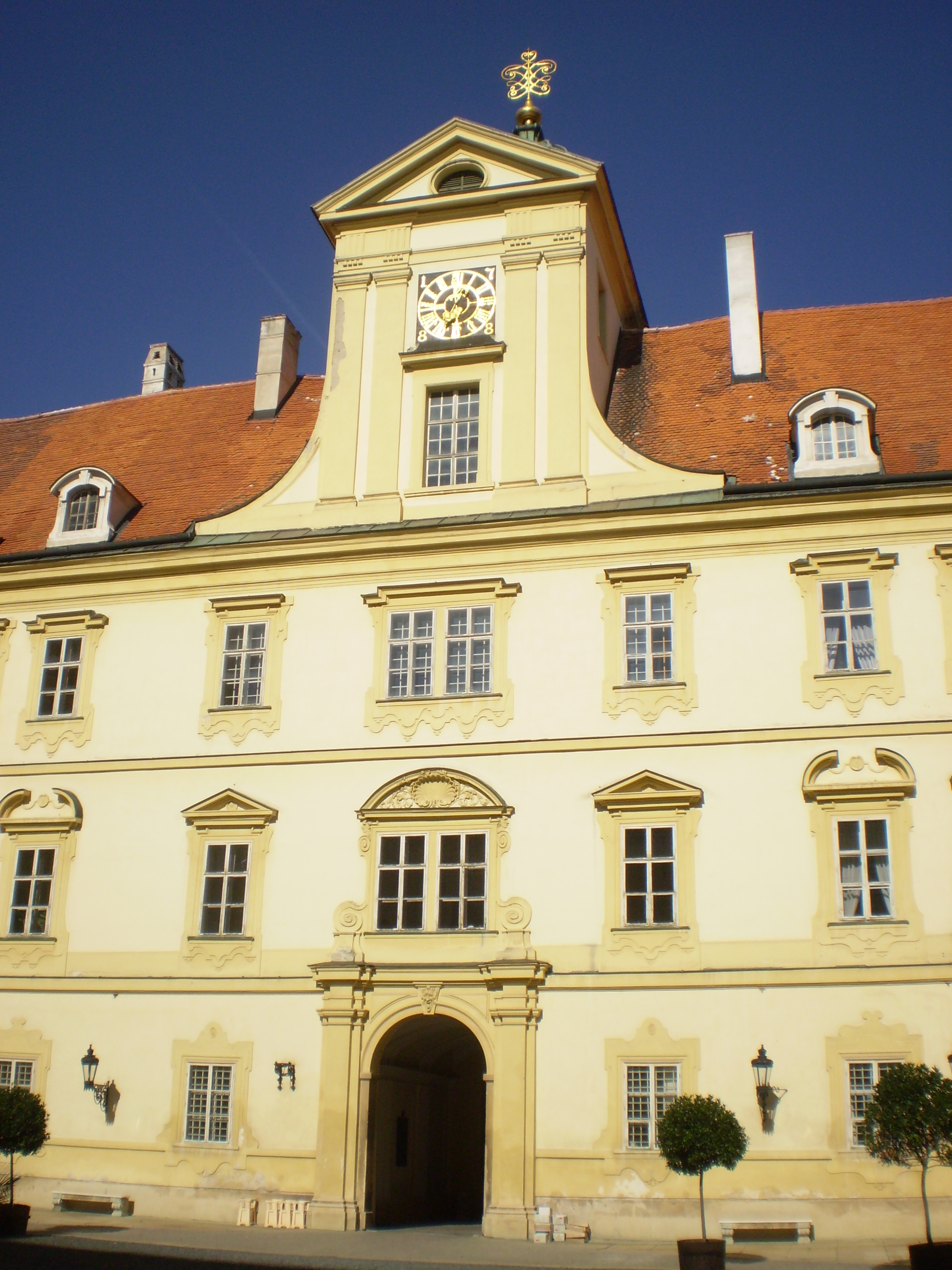
Zadní průčelí
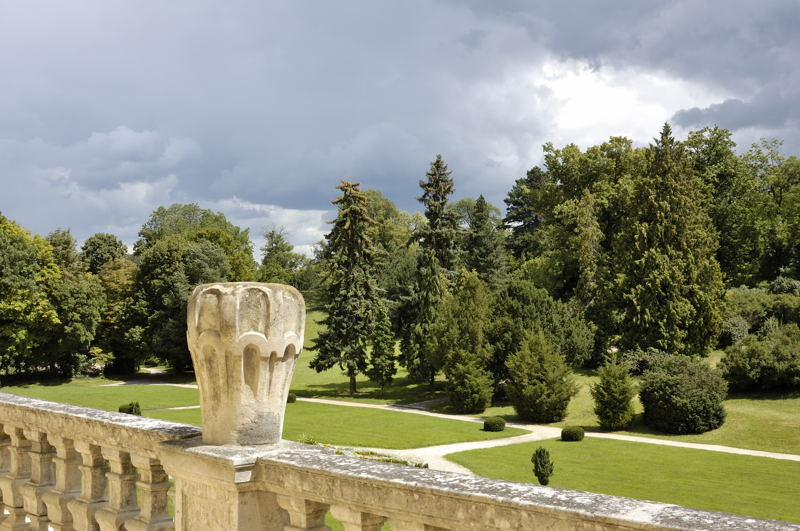
Zámecký park
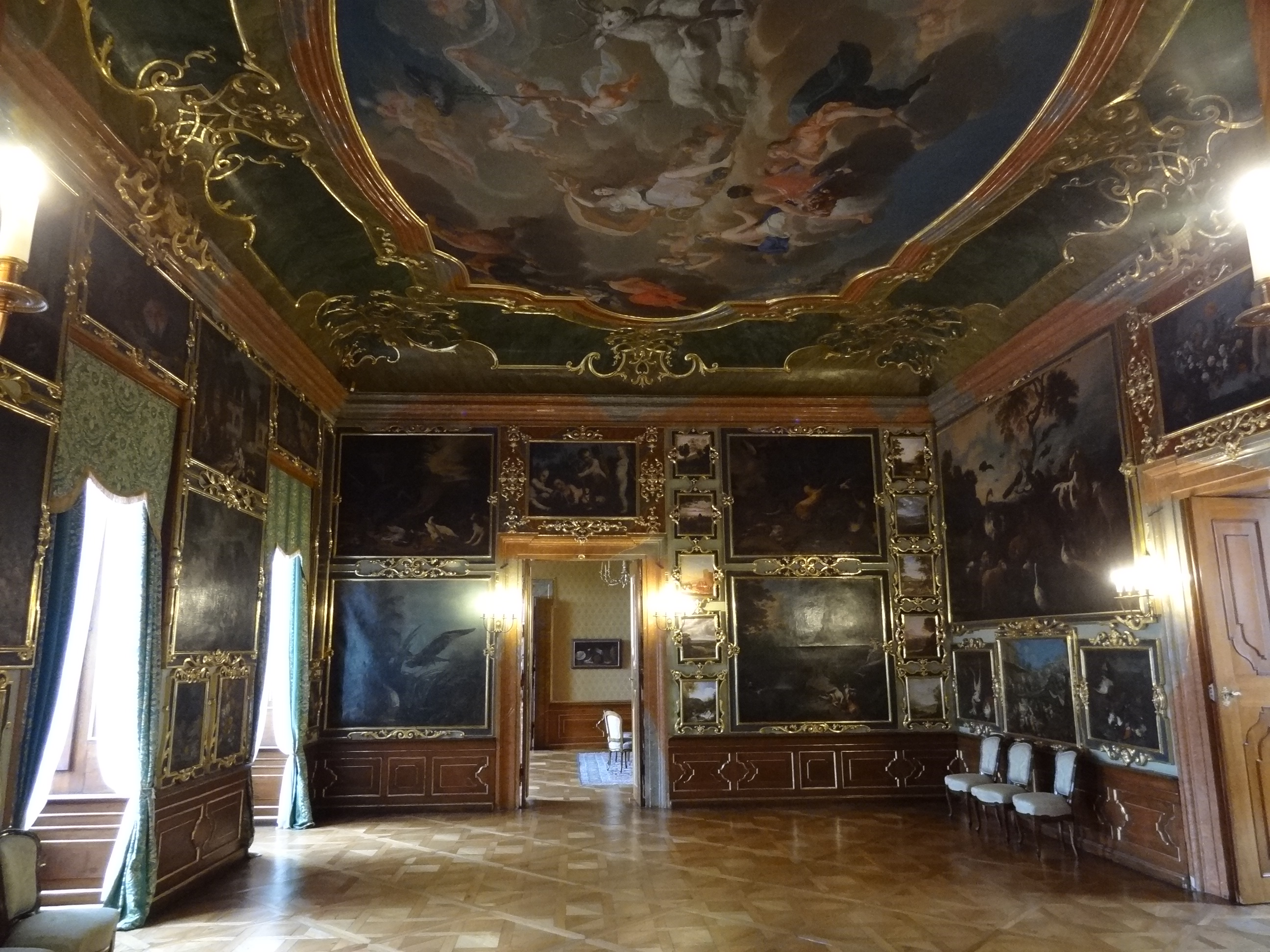
Obrazárna
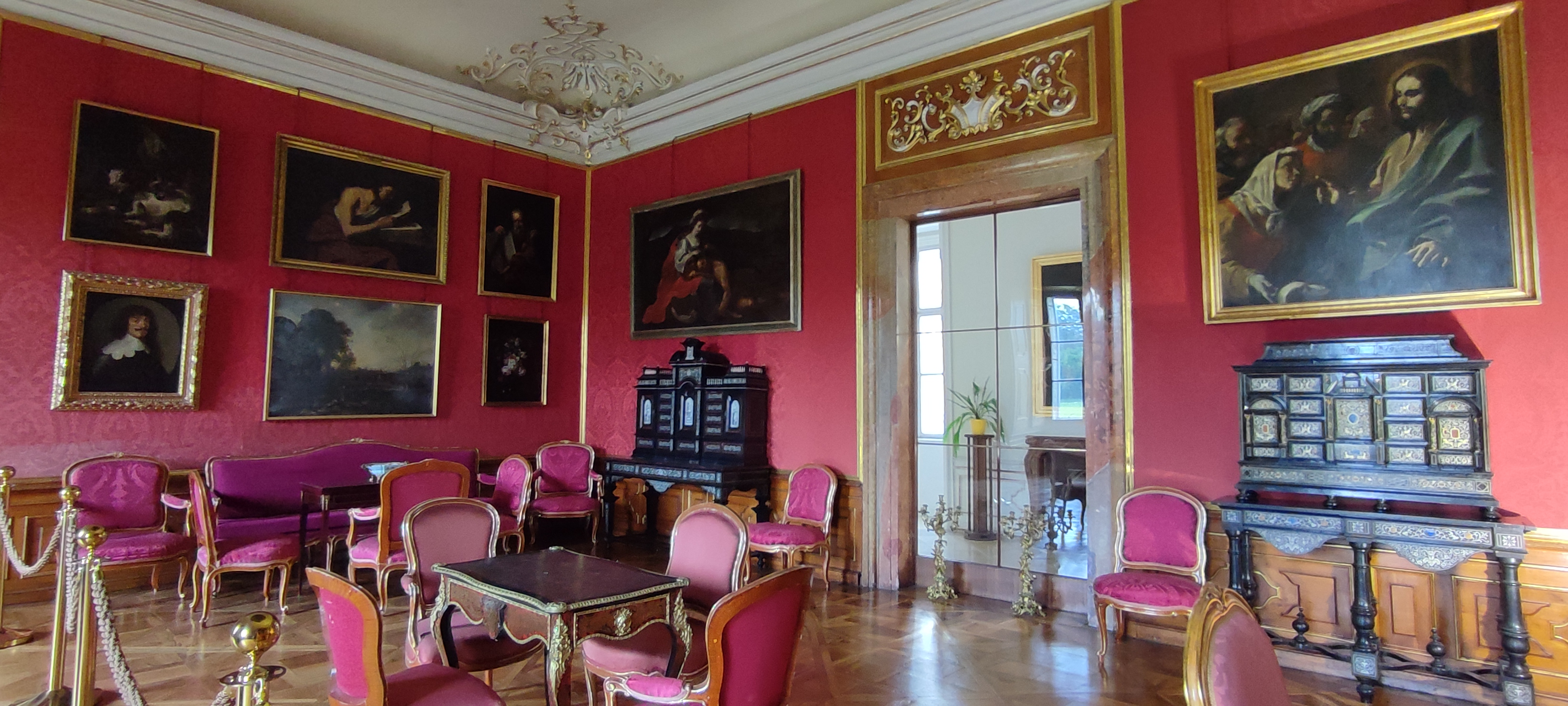
Červený salon
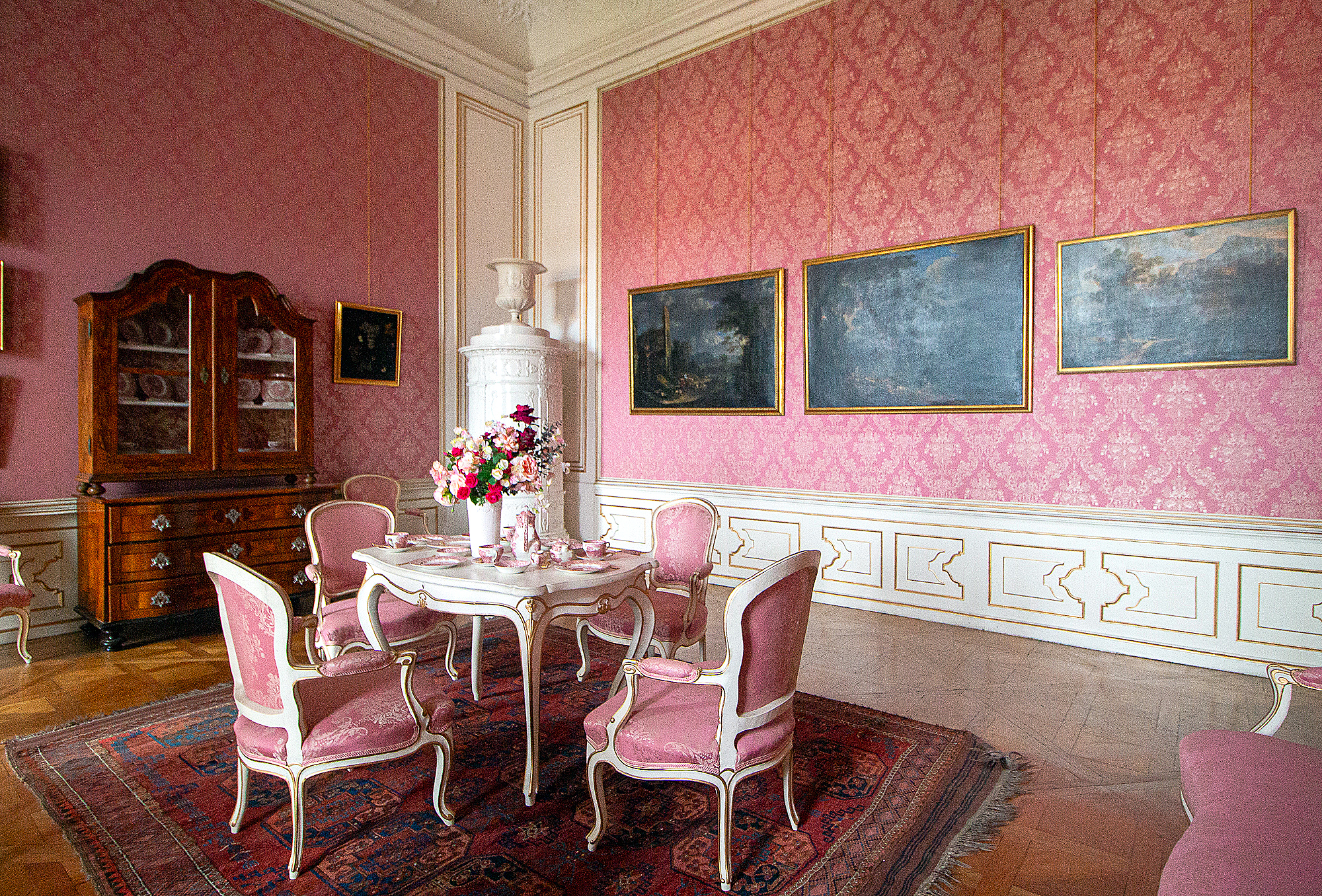
Růžový salon
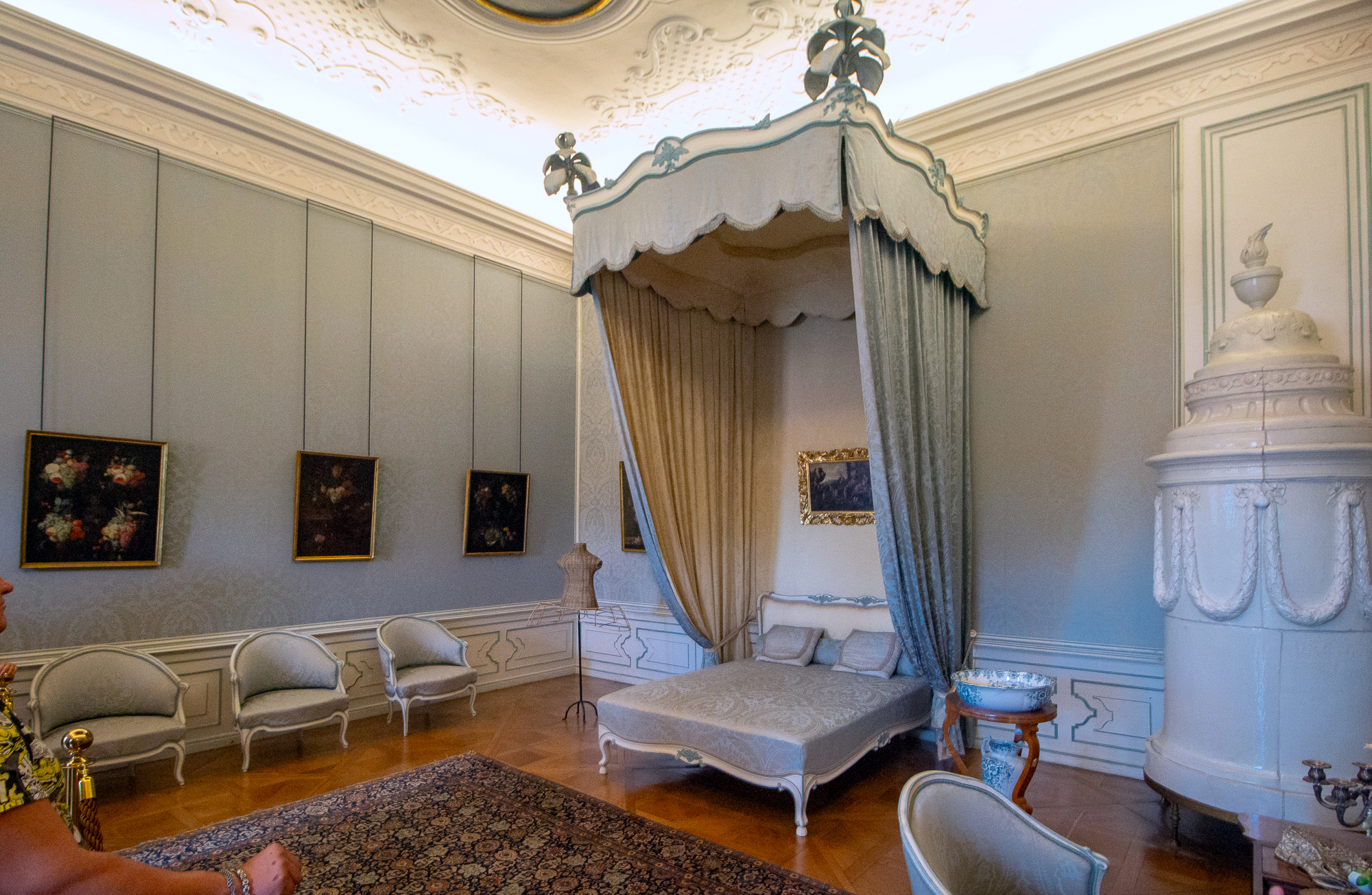
Ložnice